# Le Taillan-Médoc
Le Taillan-Médoc è un comune francese di 9 034 abitanti situato nel dipartimento della Gironda nella regione della Nuova Aquitania.

## Società

### Evoluzione demografica
Abitanti censiti

## Amministrazione

### Gemellaggi
- Castelnuovo Berardenga